# محطة بوينت بيتش للطاقة النووية

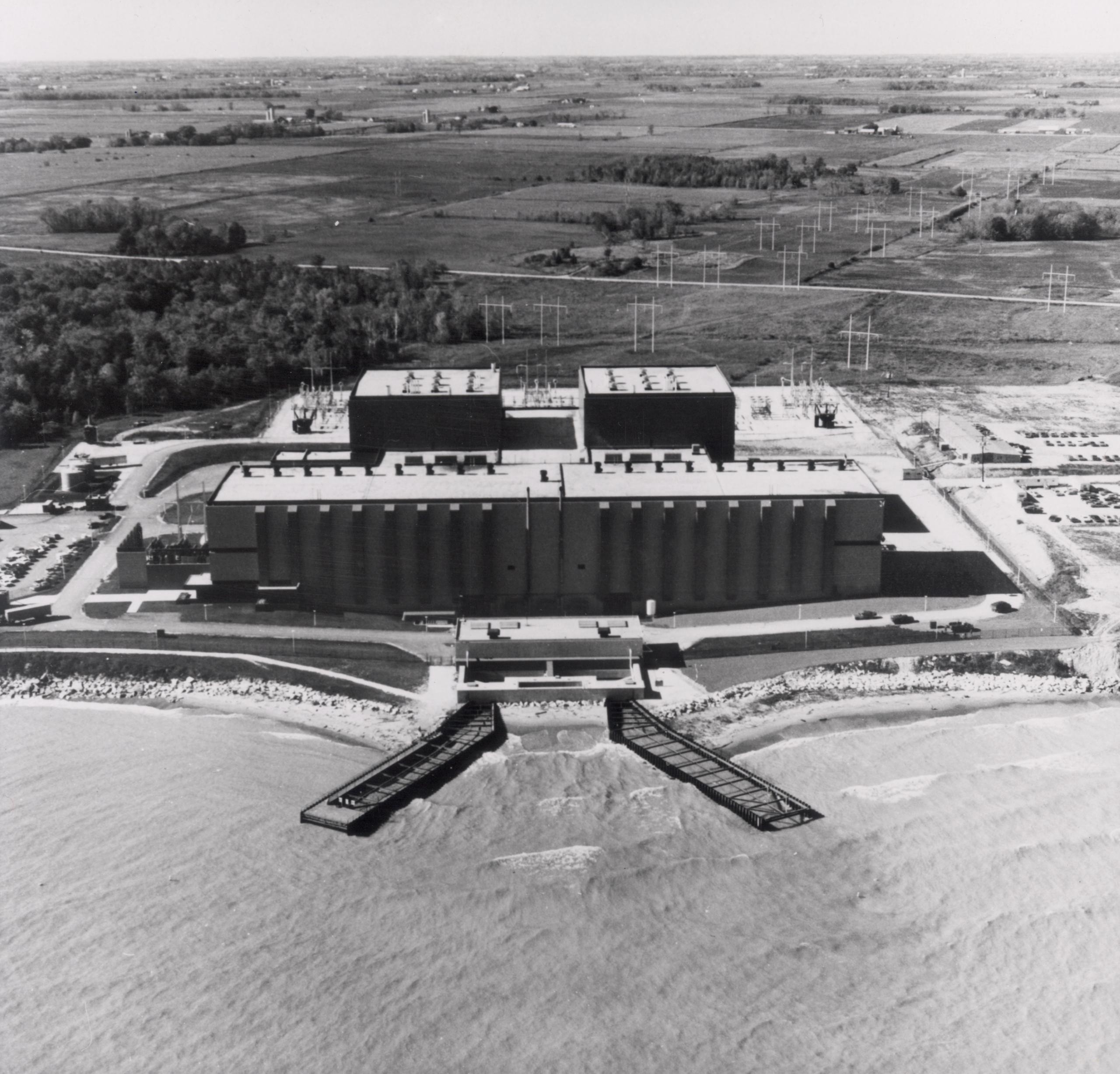
محطة بوينت بيتش للطاقة النووية

محطة بوينت بيتش للطاقة النووية هي محطة للطاقة النووية تقع على بحيرة ميشيغان شمال الأنهار، بولاية ويسكونسن بالولايات المتحدة الأمريكية.

## نبذة
تم بناء المحطة من قبل شركة ويسكونسن للخدمات العامة، والمعروفة الآن باسم We Energies، وهي شركة تابعة لشركة ويسكونسن للطاقة، وكان يديرها في السابق شركة الإدارة النووية. تم شراء المحطة من شركة نيكسترا لموارد الطاقة في أكتوبر 2007.
تحتوي المحطة على مفاعلين مضغوطين من نوع ويستينغهاوس.
في 5 أكتوبر 1970، أصدرت رخصة تشغيل كاملة للوحدة الأولى من المحطة وبدأ وقود التحميل في المفاعل.
في الثاني من نوفمبر عام 1970، حقق المشغلون الأهمية القصوى الأولية، حيث تم إنتاج الكهرباء التي تعمل بالطاقة النووية بعد أربعة أيام وتحديدا في 6 نوفمبر. تم الوصول إلى الخدمة التجارية الكاملة في 21 ديسمبر 1970، بعد 49 شهرًا فقط من حفل وضع حجر الأساس.
نظرًا لتدهور أنبوب مولد البخار والفشل الناجم عن تكسير الإجهاد بين الخلايا الحبيبية، تم تشغيل الوحدة الأولى بمعدل 75 - 80٪ تقريبًا من الطاقة الكاملة وتحديدا من ديسمبر 1979 حتى أكتوبر 1983، عندما تم تركيب مولدات البخار البديلة. تم استبدال مولدات البخار للوحدة الثانية بين عامي 1996-1997.

## تجديد التشغيل
في عام 2005، وفق على تجديد الترخيص للمحطة وتمديد رخصة التشغيل من أربعين عامًا إلى ستين عامًا.
في عام 2011 تم رفع الطاقة بزيادة قدرها 17 ٪ من إنتاج الطاقة مما ادى ذلك إلى تحسينات كبيرة في العديد من أنظمة المحطة ومكوناتها، بما في ذلك المضخات والصمامات المتعلقة بالسلامة، وكذلك المولدات التربينية.

## آلية العمل
تذهب معظم الطاقة من هذه المحطة إلى منطقة غرين باي والممناطق التي تقع على طول ساحل بحيرة ميشيغان في جنوب شرق ولاية ويسكونسن.
ترتبط المحطة بالشبكة من خلال أربعة خطوط بطاقة قدرها 345 كيلو فولت، وترتبط المحطة بمحطة كيووني للطاقة النووية حيث تقع على بعد مسافة قصيرة من شمال بوينت بيتش.